# Paweł Łukaszewski: Beatus vir
Paweł Łukaszewski: Beatus vir (Musica Sacra 9) – album Chóru Filharmonii Częstochowskiej Collegium Cantorum pod dyrekcją Aleksandry Zeman prezentujący dzieło Pawła Łukaszewskiego, tj. cykl ośmiu pieśni pt. „Beatus vir”, skomponowanych w latach 1996–2007. Utwory te przywołują postaci: św. Wojciecha, św. Marcina, św. Stanisława, św. Jana z Dukli, św. Pawła, św. Antoniego, św. Zygmunta Szczęsnego-Felińskiego i Czcigodnego Sługi Bożego kardynała Stefana Wyszyńskiego. Album ukazał się 7 sierpnia 2018 pod szyldem DUX Recording Producers (nr kat. DUX 1465). Nominacja do Fryderyka 2019 w kategorii «Album Roku Muzyka Chóralna, Oratoryjna i Operowa».

## Lista utworów
- Ostatni list św. Maksymiliana do Matki (1993)
  - 1. Ostatni list św. Maksymiliana do Matki [4:15]
- Beatus Vir (1996-2007)
  - 2. Beatus vir Sanctus Adalbertus (1997) sł.: Jerzy Wojtczak-Szyszkowski [3:00]
  - 3. Beatus vir Sanctus Martinus (1996) [2:40]
  - 4. Splendor Patriae – Beatus vir Sanctus Stanislaus (2003) sł.: Jerzy Wojtczak-Szyszkowski [3:30]
  - 5. Beatus vir Sanctus Ioannes de Dukla (2001) sł.: Jerzy Wojtczak-Szyszkowski [1:50]
  - 6. Beatus vir Sanctus Paulus (2003) [2:45]
  - 7. Beatus vir Sanctus Antonius (2003) [2:40]
  - 8. Gloria Gentis – Beatus vir Sanctus Sigismundus (2003/2007) sł.: Jerzy Wojtczak-Szyszkowski [4:30]
  - 9. Beatus vir Cardinalis Wyszyński (2001) [3:40]
- Hommage a Edith Stein (2002)
  - 10. Tagesgebet [2:48]
  - 11. Gabengebet [2:15]
  - 12. Schlussgebet [2:39]
  - 13. Tu es Petrus (1992) [3:10]
  - 14. Jubilate Deo (1996) [1:40]
  - 15. Modlitwa za Ojczyznę / Prayer for the Homeland (1997) sł.: ks. Piotr Skarga [3:17]

## Wykonawcy
- Chór Filharmonii Częstochowskiej Collegium Cantorum – śpiew
- Aleksandra Zeman – dyrygent
- Janusz Siadlak – kierownictwo artystyczne